# Meloe formosensis
Meloe formosensis là một loài bọ cánh cứng trong họ Meloidae. Loài này được Miwa miêu tả khoa học năm 1930.